# Zbrana dela Leopolda Suhodolčana

## O AVTORJU
Leopold Suhodolčan se je rodil leta 1928 v Žireh umrl pa leta 1980 na Golniku. Obiskoval je klasično gimnazijo v Mariboru, nato pa se je prepisal na meščansko šolo. Služboval je na OŠ Prevaljein nato nadaljeval s študijem nemščine in slovenščine na višji pedagoški šoli v Ljubljani.
Pisal je kratke zgodbe, povesti, radijske in televizijske igre, novele ter romane. Bil je tudi režiser, igralec in scenograf. Za svoja dela je prejel veliko nagrad.

## O DEDKU IN MEDVEDKU
O dedku in medvedku je pravljica za otroke, ki je izšla leta 1987 pri založbi Borec v Ljubljani. Knjigo je ilustrirala Marjanca Jemec Božič.

### LITERARNI LIKI
Katarinca, dedek, medvedek

### OBNOVA
Bila je drobna deklica po imenu Katarinca. Živela je s svojim dedkom, ki je zelo rad kadil pipo. Nekega dne je Katarinca stekla k dedku, ki je dremal v naslanjaču in mu potarnala, da bi rada imela medvedka. Dedek jo je sprva začudeno pogledal, ko pa mu je Katarinca rekla, da bo zbolela če ne bo dobila medvedka, vprašal kje naj ga poišče. Katarinca mu je takoj odgovorila, da so medvedi v gozdu, dedek pa se ni nič kaj preveč veselil sprehoda po gozdu v hladni jeseni. Vendar ker je imel dedek Katarinco strašansko rad in tudi ona njega, ji je obljubil, da bo poiskal medvedka. Dedek se je toplo oblekel in odšel v gozd. Trikrat si je prižgal pipo in trikrat mu je ugasnila, ko pa si jo je prižgal četrtič, je blizu njega zašumelo listje in izza grma je prikorakal medved. Dedek je bil tako presenečen, da si je pozabil prižgati pipo, nato pa se je le opogumil in vprašal medveda, če bi obiskal Katarinco. Vendar medved ni bil kaj preveč navdušen, saj ni rad hodil v dolino, a je vseeno ustregel dedku ter mu zabičal, da mora biti v gozdu še preden bo sonce zašlo. Preden pa sta odšla proti domu je medved dedku rekel naj pusti svojo pipo v gozdu in če ga do sončnega zahoda ne bo pripeljal nazaj, svoje pipe ne bo videl nikoli več. Dedku je bilo sprva hudo, vendar je ob misli na Katarinco pipo pustil v gozdu.
Ko sta prispela ju je Katarinca že nestrpno čakala. Medvedka je povabila v hišo, mu ponudila slaščic in suhih hrušk, nato pa sta se lovila in igrala po sobi. In ko jima je bilo najlepše je medvedek zagledal, da bo sonce kmalu zatonilo. Poslovil se je od Katarince, vendar mu ni dovolila, da odide. Medved pa je rekel dedku, da lahko ostane, vendar da dedek pipe ne bo več dobil nazaj. Šele takrat je Katarinca opazila, da je dedek brez pipe. Dedek ji je pojasnil kakšen dogovor sta imela z medvedom in ji rekel, da bo zbolel, če ne dobi svoje pipe. Katarinca je takoj objela dedka in rekla medvedu, da mu ni treba ostati, saj je vedela, kako rad ima dedek svojo pipo. Še preden je medved odšel pa mu je dedek za plačilo podaril svoje copate. Katarinca se je začudila in nato stekla po svoje copate ter jih podarila medvedu, zraven pa mu je dala še nekaj sladkih hrušk.
Dedek je pospremil medveda v gozd in takoj, ko je dobil svojo pipo nazaj si jo je prižgal in še nikoli v življenju mu ni tako zadišala.

### ANALIZA PRAVLJICE
•	Dogajalni čas: pozna jesen
•	Dogajalni kraj: Katarinčin in dedkov dom, gozd
•	Pripovedovalec: tretjeosebni

### OPIS OSEB
•	Katarinca je majhna deklica z željo, da bi imela medvedka. Je kot vsi otroci, saj ne neha sitnariti, dokler ji dedek ne uresniči želje. Dedka spoštuje in ga ima zelo rada, še bolj pa, ko ji izpolni željo in ji pripelje medvedka. Je tudi razumljiva, saj razume koliko dedku pomeni njegova pipa, ki jo pusti v gozdu za zamenjavo z medvedom.
•	Dedek je prijazen starec in bi vse naredil za svojo vnukinjo. Ve pa tudi kje so meje in do kje lahko ustreže svoji vnukinji, da je le ne bi preveč razvajal.

## O MEDVEDKU IN DEČKU

### OBNOVA
V živalskem vrtu je v kletki s svojo mamo živel majhen medvedek. Vsak dan je spraševal mamo, kaj je daleč za njihovim živalskim vrtom, mama pa mu je vsakič znova povedala, da je tam gozd
Nekega dne je paznik živalskega vrta pozabil zapreti vrata kletke in medvedek jo je takoj popihal na bližnji travnik. Ko je prišel na travnik je zaslišal jok. Ozrl se je in zagledal dečka. Vprašal ga je, zakaj joče, deček pa mu je povedal, da se je izgubil. Medvedek je nato delal norčije in razveseljeval dečka, vsake toliko pa se je tudi spomnil, da mora v gozd, vendar je s tem prestrašil dečka, ki se je bal, da bo spet ostal sam. Ko ga je medvedek videl tako prestrašenega se je stisnil k njemu in pozabil, da namerava v gozd. Kar naenkrat so prišli pazniki. Medvedka so odnesli v živalski vrt, dečka pa so vrnili staršem, ki so ga že iskali.
Medvedek pa je spet vsak dan sanjaril, kako bo odšel v gozd. 

### LITERARNI LIKI
Medvedek, deček, mama medvedka, pazniki, dečkovi starši

### ANALIZA PRAVLJICE
•	Dogajalni kraj: živalski vrt, travnik
•	Dogajalni čas: nedoločen, lahko sklepamo, da je poletje ali jesen, ker je drevje zeleno, travnik pa je poln cvetlic
•	Pripovedovalec: tretjeosebni
Pravljica je izšla v Ljubljani, leta 1995 pri založbi Mladika, ilustrirala pa jo je Marjanca Jemec Božič.

## 7 NAGAJIVIH
7 nagajivih je knjiga, v kateri je sedem pravljic, ki govorijo o različnih dečkih in njihovih dogodivščinah. Izšla je v Ljubljani pri Partizanski knjigi, leta 1976. Ilustriral jo je Marjan Manček.

### 1.	NAGAJIVA: O dečku, ki je najraje plezal na drevesa
Zgodba govori o dečku, ki je že za zajtrk plezal na drevo, teta pri kateri je živel pa tega ni marala, zato je stresala drevo in klicala Petra naj pride dol. Deček je nato užaljeno splezal z drevesa.
Popoldne pa je Peter pritekel k teti in ji povedal, da boter in sosed plezata po drevesih. Teta se je takoj pognala iz hiše in stresala drevesa s katerih so po vrsti padali stric, boter, sosed in ded s sivo brado.
- OSEBE, KI NASTOPAJO V ZGODBI: 
deček, teta, stric, boter, sosed, ded
- DOGAJALNI KRAJ:
pred hišo, na pragu
- PRIPOVEDOVALEC:
tretjeosebni

### 2. NAGAJIVA: O dečku, ki je (tudi) veliko vedel
Živel je deček, ki je trdil, da veliko ve, njegova teta pa se je temu le smejala.
»O, vem že, koliko je ura« je govoril deček, teta pa mu je govorila, da še vedno ne ve kako se skuha juha, kako zmeša solata, iz česa delajo milo in tako naprej. Nato je deček vprašal teto, če ona res vse ve, ta pa mu je odgovorila, da stokrat več kot on.
Deček je malo pomislil in vprašal teto, če ve kaj je zelevinil, kje se nahajajo  gora Šentavil, reka Modravil, dolina Travavil, gora Vrhovil,…
Teta ga je debelo gledala, ker pa odgovora ni vedela, se je izgovorila, da mora še solato zaliti.
- OSEBE: 
deček, teta
- DOGAJALNI KRAJ: 
nedoločen
- PRIPOVEDOVALEC:
tretjeosebni

### 3.	NAGAJIVA: O dečku, ki je sanjal o belem kitu
Bil je deček, ki je vsako noč sanjal o belem kitu. Vsi so že dobro spali, ko je začel deček na ves glas klicati: »Prihaja!«. Vprašali so ga, kdo prihaja in povedal jim je, da iz omare prihaja beli kit. Pogledali so v omaro, kita pa ni bilo videti.
Tako je vsako noč prihajal beli kit. Nekega večera so v sobo postavili poln umivalnik vede in rekli dečku, naj se poslovi od kita in zlili vodo skozi okno. Voda je odtekla v morje z njo pa tudi beli kit. Ko pa kita ni bilo več, je deček dejal: »Zdaj pa ne bom mogel zaspati, ker mi bo dolgčas po belem kitu…«.
- OSEBE: 
deček, beli kit, pripovedovalec
- DOGAJALNI KRAJ:
soba
- PRIPOVEDOVALEC:
prvoosebni

### 4.	NAGAJIVA: O dečku, ki je bil iz cukra
V zgodbi nastopa deček, ki je že ob prvih dežnih kapljah zbežal v hišo. Ker se je bal dežja so mu vsi govorili, da je iz cukra in on jim je verjel. Kar naenkrat je začel padati dež. Zunaj so dečki v dežnih plaščih skakali po lužah. Nato si je tudi deček, ki se je bal dežja, oblekel dežni plašč, ker je verjel, da se ne stopiš, če si oblečen v dežni plašč in stekel k ostalim dečkom, ki so preskakovali luže.
- OSEBE: 
deček in ostali dečki, pripovedovalec
- DOGAJALNI KRAJ: 
v hiši in pred njo
- PRIPOVEDOVALEC:
prvoosebni

### 5.	NAGAJIVA: O dečku, ki je jezdil ograje
Bil je deček, ki je dan in noč jezdil ograje. Opozarjali so ga, da si lahko strga hlače in da lahko zleti z ograje, on pa jih je samo začudeno pogledal in jim rekel, da to sploh ni ograja, ampak najhitrejši kavbojski konj.
Tako je tudi naslednje dni jezdil bizona, slona, kamelo in sploh vse divje živali.
Nekega dne pa je deček glasno klical z visoke ograje. »Ali danes jezdiš žirafo, ko si tako visoko?« so ga spraševali in deček je jokaje prikimal. Nato so mu prinesli lestev, da je lahko splezal z visoke žirafe.
- OSEBE:
deček, konj, bizon, slon, kamela, otroci, pripovedovalec
- DOGAJALNI KRAJ:
nedoločen
- PRIPOVEDOVALEC:
prvoosebni

### 6.	NAGAJIVA: O dečku, ki je hodil po rokah
Živel je majhen in plašen deček iz katerega so se debeli in veliki možje norčevali. Deček pa se jim je le smejal in se kot za šalo postavil na roke ter se sprehajal sem ter tja, možem pa govoril, da vidi avtomobile, ki vozijo po zraku, kužke, ki visijo na [[rep|repih] in hiše, ki so pripete na oblake. Ker so tudi oni hoteli videti narobe svet so se začeli postavljati na roke, vendar so se takoj prekopicnili na trebuh, deček pa se jim je smejal.
- OSEBE:
deček, veliki mož z velikim klobukom, mož v črni obleki in s črnim dežnikom, debeli mož z debelo cigaro
- DOGAJALNI KRAJ:
na ulici
-PRIPOVEDOVALEC:
tretjeosebni

### 7.	NAGAJIVA. O dečku, ki je našel največjejajce
V zgodbi nastopa deček, ki je iskal nekaj velikega. Nekega dne je v kamnolomu našel tisto kar je iskal – velik okrogel kamen, za katerega je deček mislil, da je peterozavrovo jajce. »Kaj pa je to?« so ga spraševali in on jim je povedal, da je to največji ptič, ki je kdajkoli letel.
Ko so ga še vprašali, kaj bo počel z jajcem, je rekel, da bo spekel tako veliko palačinko kot nogometno igrišče.
- OSEBE:
Deček, pripovedovalec
- DOGAJALNI KRAJ:
zapuščen kamnolom
- PRIPOVEDOVALEC:
prvoosebni

V vseh sedmih zgodbicah nastopajo dečki z različnimi željami, dogodivščinami, sanjami, znanji in sposobnostmi. Dečki so prijazni in so kot vsi majhni otroci, dečki, saj imajo podobne želje in sanje, o tem kako bi hodili po rokah, plezali po drevesih, jezdili ograje in spekli tako veliko palačinko, da bi bila dovolj velika za vse dečke, ki jo imajo radi in še bi ostajala, za tiste, ki bi prišli prepozno.

## VIRI
Suhodolčan, Leopold. O dedeku in medvedku, Borec, Ljubljana, 1987.
Suhodolčan, Leopold. O medvedku in dečku, Mladika, Ljubljana, 1995.
Suhodolčan, Leopold. 7 nagajivih, Partizanska knjiga, Ljubljana, 1976.